# Consolea moniliformis
Consolea moniliformis es una especie de planta suculenta perteneciente al género Consolea, dentro de la familia Cactaceae. Se distribuye por el sureste de Cuba, la República Dominicana, Haití y Puerto Rico.

## Descripción

Vista de la planta

Consolea moniliformis es una especie de cactus que crece en forma de árbol, con una copa muy ramificada y alcanzando alturas de hasta 4 m. Forma un tronco erecto ligeramente aplanado en la parte superior, no presenta articulaciones y está armado con espinas densas, urticantes y extendidas de color amarillo o gris, de hasta 12 cm de largo. De él surgen ramas plantas y segmentadas en forma de hoz, que miden de 10 a 30 cm de largo, de 7 a 13 cm de ancho y alrededor de 1 cm de espesor. Además presenta en la superficie pequeñas protuberancias que forman un patrón reticular.
Sobre los tallos se asientan areolas algo elevadas, presentan gloquidios de color marrón y están separadas unas de otras de 1 a 1,5 cm. Éstas tienen espinas de color amarillento que miden de 1 a 2,5 cm de largo. En los tallos jóvenes encontramos de 3 a 6 espinas y en los más viejos, de 5 a 8 o incluso pueden estar ausentes.
Las flores son de color amarillo a naranja, se abren ampliamente durante el día y tienen brácteas curvadas. Miden hasta 5 cm de largo y tienen un diámetro de 2,5 cm. Los frutos, de forma alargada a ovalada, alcanzan una longitud de hasta 6 cm.

Frutos de color verde

Detalle del tallo

Señalar que en esta especie los frutos son bastante prolíficos, llegando a formar largas cadenas de 2 a 5 (o más) individuos. Perduran durante varios años, y aunque generalmente permanecen verdes, se desprenden fácilmente. Al caer al suelo echan raíces fácilmente y forman nuevas colonias.

## Distribución y hábitat

Detalle de las espinas

En su hábitat

El área de distribución nativa de esta especie es el sureste de Cuba, la República Dominicana, Haití y Puerto Rico (concretamente en Isla Mona e Isla Desecheo) y crece principalmente en el bioma tropical estacionalmente seco,  desde el nivel del mar hasta unos 50 metros de altitud.

## Taxonomía
La primera descripción de esta especie fue como Cactus moniliformis, publicada en 1753 por el naturalista sueco Carlos Linneo en el libro Species Plantarum: 468.
Posteriormente, el botánico alemán Alwin Berger colocó la especie en el género Consolea, pasando a llamarse Consolea moniliformis y anotando estos cambios en el libro ilustrado Die Entwicklungslinien der Kakteen: 94 en el año 1926.
Etimología
- Consolea: nombre genérico otorgado en honor al botánico italiano Michelangelo Console, un inspector del Jardín Botánico de Palermo.
- moniliformis: epíteto específico que deriva de las palabras latinas monile (que significa 'collar de perlas'), y formis (que significa 'con forma'), haciendo referencia a la gran cantidad de frutos en forma de cadena o collar de perlas que desarrolla la especie.[7]

Sinonimia
- Airampoa panellana (Backeb.) Doweld (2002)
- Cactus ferox Willd. (1814)
- Cactus moniliformis L. (1753)
- Cactus moniliformis Lam. (1785)
- Cereus moniliformis (L.) DC. (1828)
- Consolea ferox (Willd.) Lem. (1862)
- Consolea moniliformis subsp. guantanamana Areces (1996)
- Consolea urbaniana (Werderm.) F.M.Knuth (1936)
- Nopalea moniliformis (L.) K.Schum. (1898)
- Opuntia armata var. panellana Backeb.  (1956 publ. 1957)
- Opuntia dolabriformis Pfeiff. (1837)
- Opuntia ferox Haw. (1819)
- Opuntia moniliformis (L.) Haw. ex Steud. (1841)
- Opuntia moniliformis f. guantanamana (Areces) Govaerts (1999)
- Opuntia panellana (Backeb.) Backeb. (1962)
- Opuntia urbaniana Werderm. (1931)

## Estado de conservación
En la Lista Roja de Especies Amenazadas de la UICN, la especie está clasificada como de “Preocupación Menor (LC)”.

## Usos

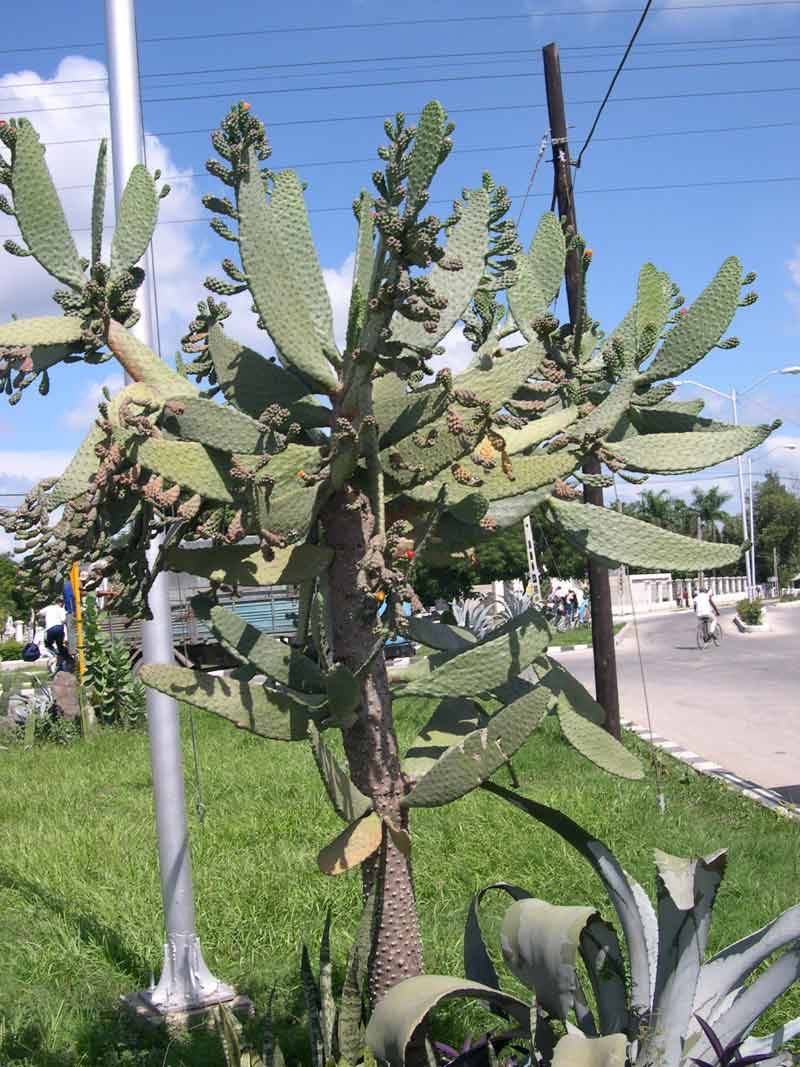
Cultivo

Se cultiva principalmente como planta ornamental y su propagación se realiza a través de esquejes o semillas.